# Сака (річка)
Са́ка — річка в Молдові та Україні, в межах Болградського району Одеської області. Права притока Чаги (басейн Чорного моря).

## Опис
Довжина 52 км, площа водозбірного басейну 324 км². Похил річки 2,5 м/км. Долина трапецієподібна, завширшки 1—3 км, на правому березі долини багатоярусні зсуви; в середній та нижній течії праві схили долини високі та круті, місцями обривисті. Річище слабозвивисте, завширшки 0,5—3,0 м. Влітку іноді пересихає. Використовується на господарські потреби.

## Розташування
Сака бере початок на північ від села Батир (Молдова). Тече переважно на південний схід. Впадає до Чаги на схід від села Весела Долина.

## Притоки
- Колбараш, Кантемір, Арса (ліві).

Над річкою розташоване селище Буджак.